# Južna crvenomorska regija
Južna crvenomorska regija je jedna od šest regija u Eritreji. Središte regije je u gradu Assabu.

## Zemljopis
Južna crvenomorska regija nalazi se uz obale Crvenog mora u dužini od 500 km ali samo 30 km u unutrašnjost. Graniči samo s jednom eritrejskom regijom - Sjevernom crvenomorskom regijom na sjeveru. Veći dio regije je unutar Danakilske pustinje, a u njoj se nalazi najviši vrh države 2248 metara visok Mount Ramlu.

## Demografija
U regiji živi 398.073 stanovnika, dok je prosječna gustoća naseljenosti 14 stanovnika na km².

## Administrativna podjela
Regija je podjeljena na tri distrikta:
- Are'eta
- Središnja Denkalya
- Južna Denkalya